# Barbus miolepis
 Barbus miolepis és una espècie de peix cipriniforme de la família dels ciprínids.

## Morfologia
Els mascles poden assolir els 12,5 cm de longitud total.

## Distribució geogràfica
Es troba a la conca del riu Congo (llevat del riu Luapula i del llac Moero), al riu Okavango i al curs superior del Zambezi.